# Eggesin
Eggesin [ɛɡəˈziːn] ist eine Landstadt im Landkreis Vorpommern-Greifswald in Mecklenburg-Vorpommern (Deutschland). Seit dem 31. Dezember 2004 ist Eggesin Verwaltungssitz des Amtes Am Stettiner Haff, dem weitere zwölf Gemeinden angehören. Der Ort bildet für seine Umgebung ein Grundzentrum und liegt im Ballungsraum der Metropole Stettin. Eggesin erhielt erst 1966 Stadtrecht und ist damit die jüngste Stadt in Mecklenburg-Vorpommern.

## Geographie

### Geographische Lage
Die Stadt am Zusammenfluss der Flüsse Uecker und Randow liegt wenige Kilometer südlich der Stadt Ueckermünde und bildet den Mittelpunkt der Städtekette Ueckermünde – Eggesin – Torgelow, die sich auf etwa 15 Kilometer entlang der Uecker erstreckt. Im Osten verläuft die Grenze zur Republik Polen. Eggesin befindet sich im Zentrum des Naturparks Am Stettiner Haff.

### Landschaft
Die Landschaft ist geprägt durch die Ueckermünder Heide; sie ist flach und sehr waldreich. Im Norden befinden sich kleinere Seen wie der Bärenkamp oder der zum Moor verlandete Eggesiner See, der Heimat für viele Tiere und Pflanzen ist. Weiter in Richtung Nordosten verdichtet sich die Heide- und Wiesenlandschaft zu hochstehendem Buchen- und Kiefernwald. In Richtung Osten befindet sich überwiegend Mischwald mit einem hohen Kiefernanteil und sandigen Böden. Südlich von Eggesin öffnen sich die von dichtem Mischwald umschlossenen Schwemmwiesen des Randowtals. Die Landschaft westlich von Eggesin ist durch die beiden Flüsse Uecker und Randow sowie die weiten Wiesenlandschaften und Niedermoorflächen geprägt. Dahinter erstreckt sich auf Höhe von Torgelow-Holländerei der für die Region typische Kiefernwald.

### Stadtgliederung
Zu Eggesin gehört der Ortsteil Hoppenwalde
Wohnsiedlungen sind:
- Eggesiner Teerofen
- Gumnitz (Gumnitz Holl und Klein Gumnitz)
- Karpin

### Nachbargemeinden
An Eggesin grenzen folgende Orte: Ueckermünde, Vogelsang-Warsin, Luckow, Ahlbeck, Hintersee, Viereck, Torgelow und Liepgarten (im Uhrzeigersinn von Norden beginnend).

## Geschichte

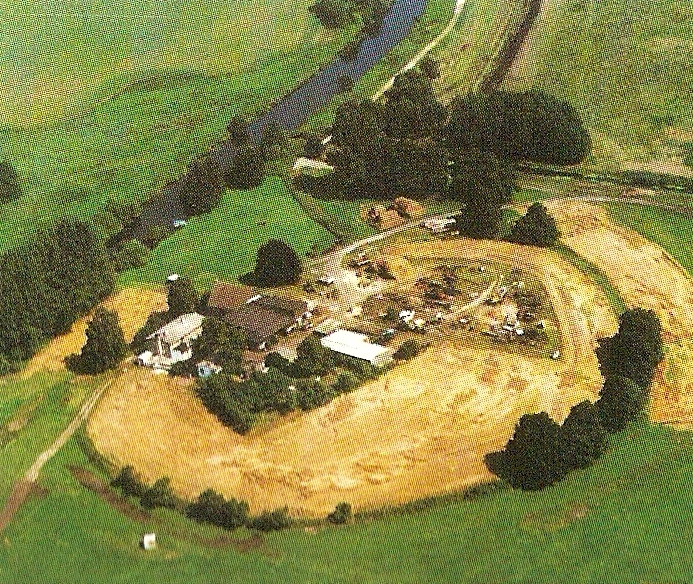
Schlossberg an der Uecker

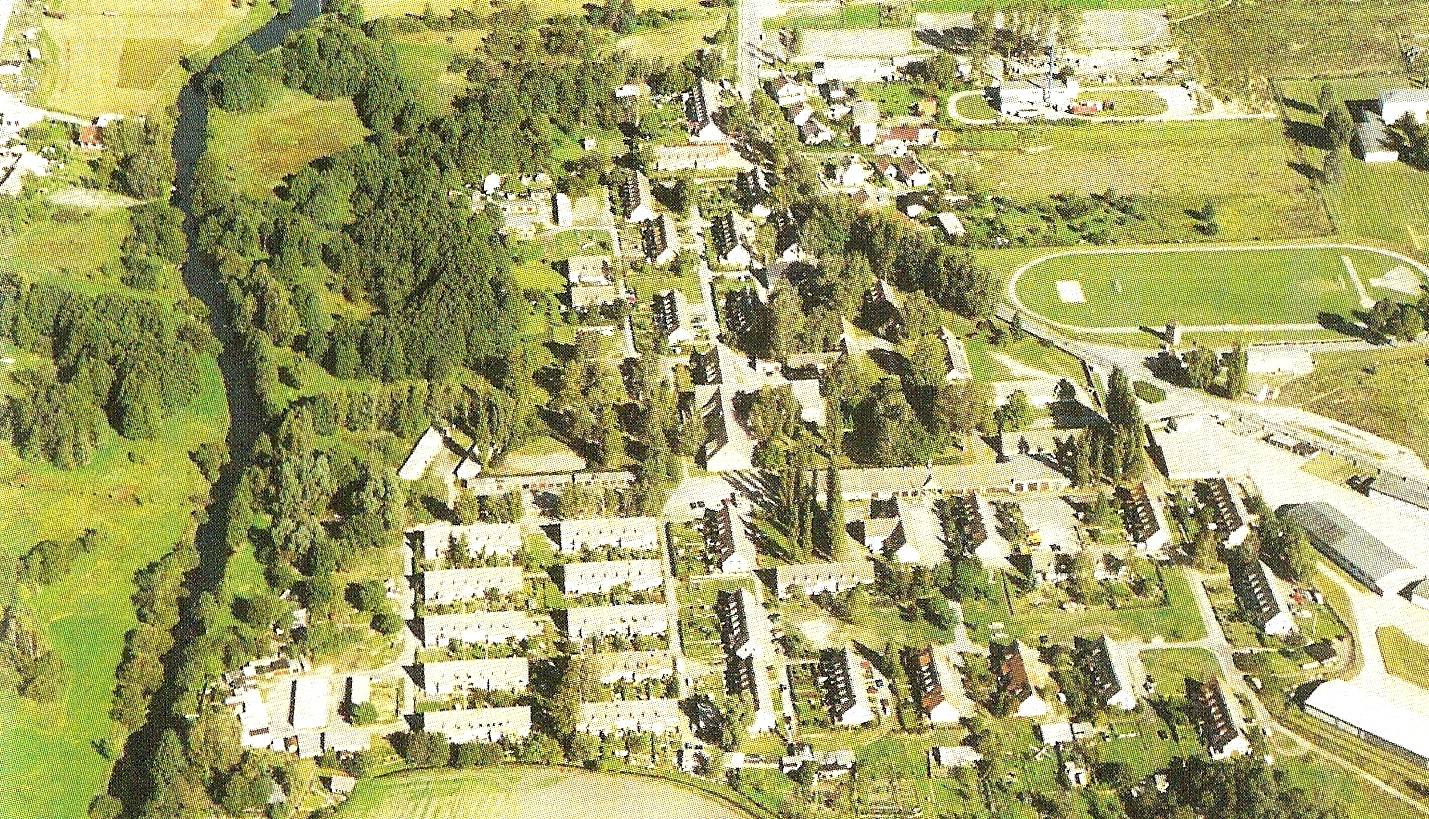
Siedlung in der Karl-Marx-Straße von 1936

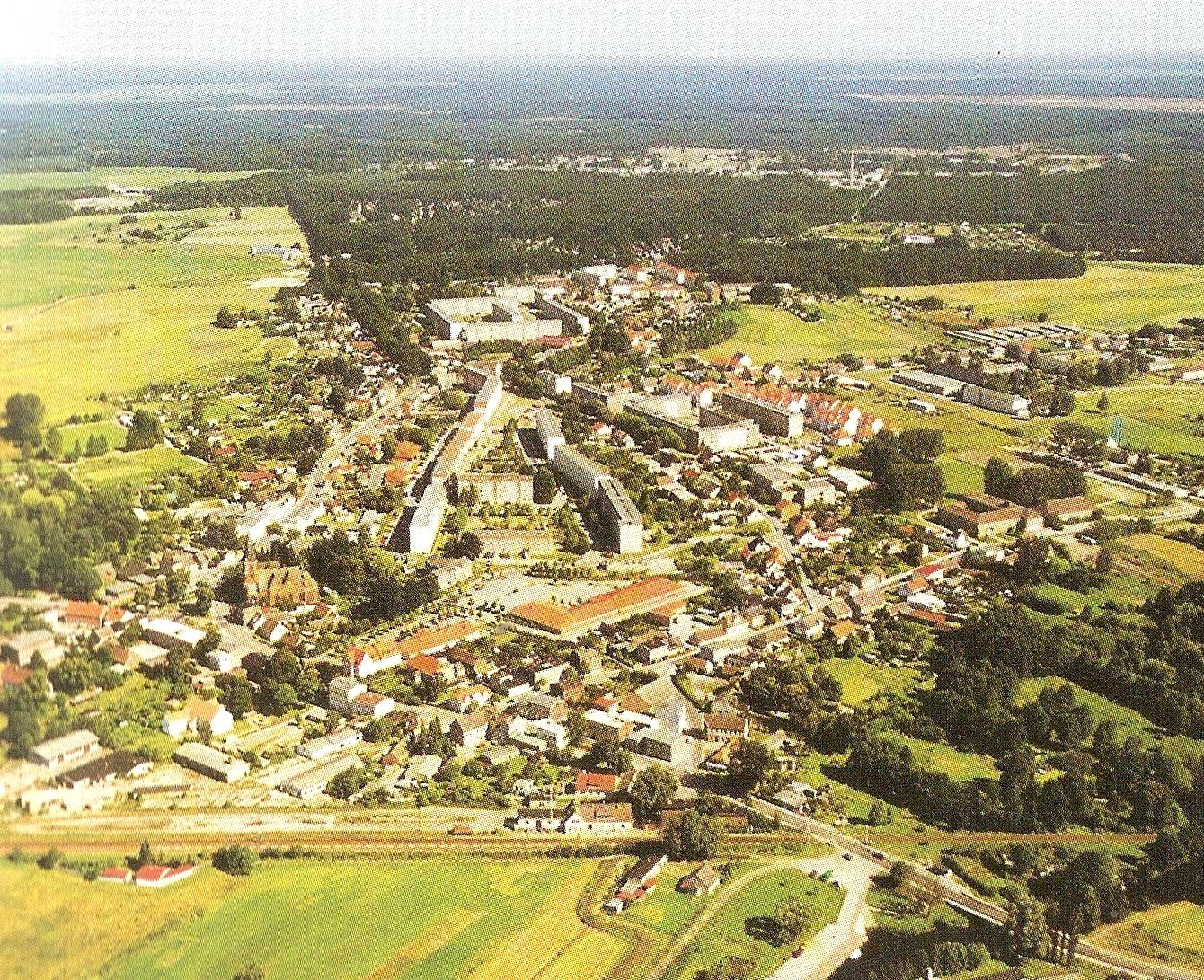
Eggesin 1997

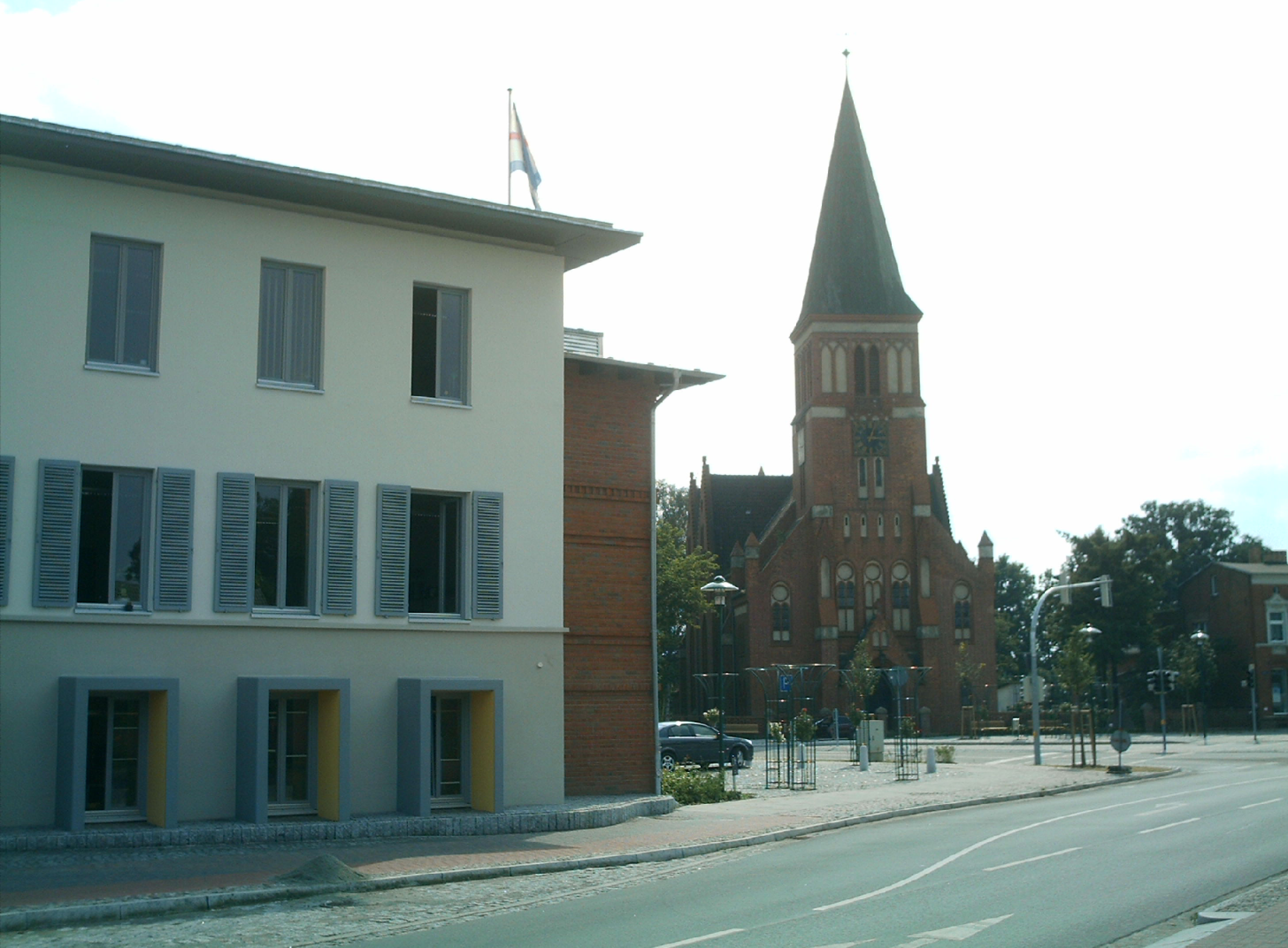
Rathaus, Rosengarten und Kirche 2007

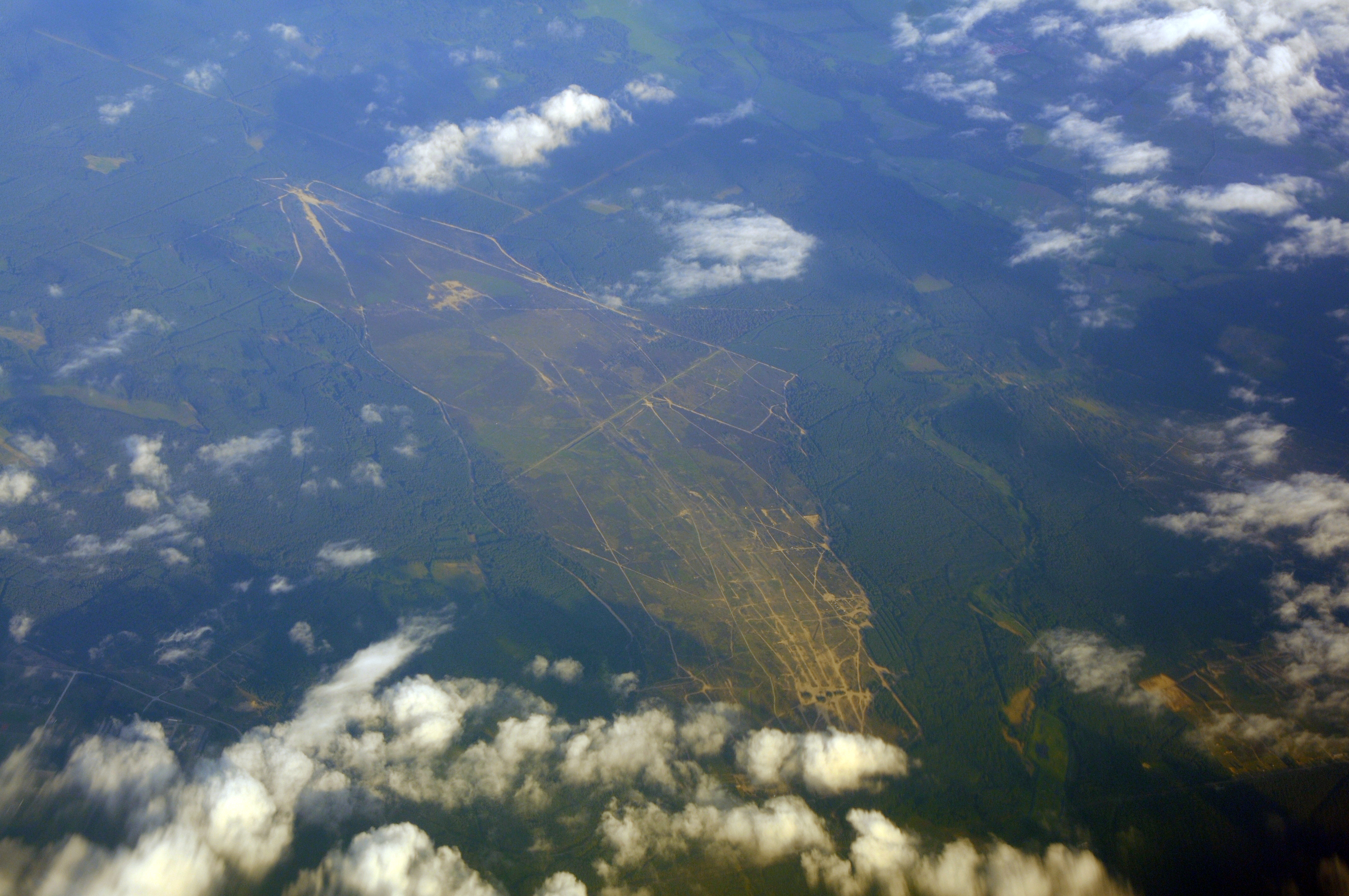
Truppenübungsplatz Eggesin-Torgelow

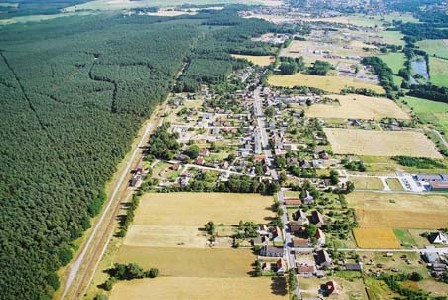
Hoppenwalde

### Name
Ursprünglich hieß das slawische Dorf um 1216 Gizin oder Gizyn, 1267 auch Chyzin. 1296 wurde das „E-“ vorangestellt und der Ort hieß nun Egezyn und 1302 Eksin. Der altpolabische Name könnte von Haus oder Erdhütte abgeleitet sein. Eine weitere Übersetzung von Gizyn könnte etwa Zusammenfluss bedeuten, was auf die Mündung der Randow in die Uecker schließen ließe.

### Mittelalter
1216 tauchte Eggesin erstmals in einer Urkunde der Herzöge Bogislaw II. und Kasimir II. von Pommern auf, die den Ort (villa) Gizin aus der damaligen Provinz Rochow dem Kloster Grobe auf Usedom schenkten. 1241 bestätigte der Camminer Bischof Konrad III. den Mönchen ihren Besitz in Eggesin. Ende des 13. Jahrhunderts gelangte das dorpe to Eksin an das Stift Jasenitz. Um 1350 errichtete der bayerische Ritter Zacharias Hase von Kuefstein auf dem Schlossberg nahe Eggesin die Burg Neu Torgelow, an die heute nur noch eine Erhebung im Geländerelief erinnert.

### 16. bis 19. Jahrhundert
Ab dem 16. Jahrhundert war der Flecken unmittelbarer Besitz der Herzöge von Pommern (bis 1637). Der Dreißigjährige Krieg zog auch Eggesin in Mitleidenschaft. Im Westfälischen Frieden 1648 wurde Eggesin Schwedisch-Pommern zugeschlagen. 1720 wurde Eggesin preußisch. Nach Plünderungen und Brandschatzungen überlebten nach diesem Krieg nur fünf Bauern im Ort. Das Gebiet um Eggesin wurde langsam mit Bauern, Fischern und Holzfällern, Köhlern und Teerschwelern neu besiedelt. Die Eggesiner Fachwerkkirche wurde 1731 geweiht.
Die erste Ziegelei wurde 1818 errichtet. 1884 bekam der Ort über die Strecke Jatznick–Ueckermünde einen Bahnanschluss. Die Freiwillige Feuerwehr Eggesin wurde 1888 gegründet. Um 1900 sorgten zwölf Ziegeleien, drei Sägemühlen, drei Windmühlen, eine Eisengießerei, Kahnwerkstätten und später eine Kistenfabrik für einen wirtschaftlichen Aufschwung. Ab 1913 erhielt die Gemeinde die ersten Stromanschlüsse. In der Zeit von 1840 bis in die 1960er Jahre wurden Kähne mit Ziegeln und Erz beladen und bis nach Ueckermünde ans Stettiner Haff getreidelt. Von dort aus segelten die Kaffenkähne, die nur für Haff und Bodden gebaut wurden, die Küste entlang und vertrieben die Waren.

### Neuere Geschichte
Das heutige Wohngebiet Karl-Marx-Straße entstand 1936 als Wohnlager für die Beschäftigten der neu entstandenen Rüstungsbetriebe Luftmunitionsanstalt (MUNA) und Deutsche Sprengchemie GmbH mit den Tarnnamen Seewerk.
In der DDR begann ab 1952 die Entwicklung Eggesins zur Garnisonsstadt mit der Stationierung von Einheiten der Kasernierten Volkspolizei, danach der Nationalen Volksarmee (9. Panzerdivision). Eggesin war zu jener Zeit ebenso wie das benachbarte Torgelow für Tausende von Wehrpflichtigen das Synonym für die Armee (das „Land der 3 Meere“: Waldmeer–Sandmeer–gar nichts mehr). Im Ortsteil Karpin waren das Artillerieregiment 9, das Fla-Raketen-Regiment 9, 3 Panzerregimenter, das Motschützenregiment 9, das Pionierbataillon 9, die Geschosswerferabteilung 9, das Bataillon Chemische Abwehr 9, das Sanitätsbataillon 9, der Führungsstab und das Musikkorps kaserniert. Die Bundeswehr schloss den Standort bis 2005. Die Artilleriekaserne Eggesin-Karpin galt als eine der größten Kasernen der DDR. Sie wurde 2019 versteigert.
In den 1950er Jahren entstanden Einrichtungen wie Landambulatorium, Apotheke, Post und Polytechnische Oberschule (POS). Am 7. August 1966 bekam Eggesin anlässlich seiner 750-Jahr-Feier das Stadtrecht und sein erstes Stadtwappen. Das Elektromotorenwerk nahm 1971 seine Arbeit auf. In den 1970er und 1980er Jahren wurden 896 Plattenbau-Wohnungen (Matern- und Lindenstraße), das Rathaus-Mehrzweckgebäude sowie zwei neue Schulen gebaut.
Die Schließung großer Kasernenteile nach der Wende 1990 brachte in der strukturschwachen Gegend eine hohe Arbeitslosenquote; viele junge Einwohner zogen weg. Infolge des hohen Wohnungsleerstandes wurden ganze Straßenzeilen abgerissen bzw. zurückgebaut und umgestaltet.
Seit 1991 wurde der historische Stadtkern im Rahmen der Städtebauförderung grundlegend saniert. Es entstanden ein Einkaufszentrum (Randow-Passage), das Schüler- und Freizeitzentrum, ein Hotel, ein Ärztehaus, eine neue Schiffsanlegestelle an der Randow, der Waldsportplatz Karpin, das Sport- und Erholungscenter Move (heute befree Sportscenter) und die berufliche Schule des Landkreises Vorpommern-Greifswald. Die Fachwerkkirche und viele Häuser im Stadtkern wurden saniert, Eigenheime und Reihenhäuser entstanden neu. Für seine vorbildliche stadtplanerische Zusammenarbeit mit den Städten Ueckermünde und Torgelow wurde Eggesin 2002 im Bundeswettbewerb „Stadtumbau Ost“ ausgezeichnet.
Nach 2000 wurde die neue Randowbrücke errichtet und ein neues Feuerwehrhaus übergeben. 2007 wurde das neue Rathaus der Stadt im umgebauten Forsthaus eingeweiht. Der original erhaltene Vierseitenhof des Forstgebäudes bildet zusammen mit dem Rathaus, der Blaubeerscheune als Veranstaltungsort, dem Kulturwerk Vorpommern e. V. und der Polizeistation das neue kulturelle und öffentliche Zentrum der Stadt. Seit 2008 ist Eggesin Sitz der Naturparkverwaltung Am Stettiner Haff.
Von 1952 bis 1994 gehörte Eggesin zum Kreis Ueckermünde (bis 1990 im DDR-Bezirk Neubrandenburg, danach im Land Mecklenburg-Vorpommern). 1994 wurde die Stadt in den Landkreis Uecker-Randow eingegliedert. Seit der Kreisgebietsreform 2011 liegt sie im Landkreis Vorpommern-Greifswald.

### Ortsteil Hoppenwalde
Katholische Siedler aus der Pfalz gründeten 1749 den Ort Hoppenwalde. An die Pfälzer Gründer erinnert heute noch der überwiegend katholische Glaube – jedes Jahr findet das Fronleichnamsfest mit einer Prozession durch Hoppenwalde statt. Die Siedler ließen auch ein eigenes Gotteshaus errichten, die Marä-Himmelfahrt-Kirche.
Heute ist Hoppenwalde ein typisches Straßendorf mit einem kleinen Anlegeplatz an der Uecker. Der örtliche Bahnhaltepunkt wurde bis 2011 bedient.

### Eingemeindungen
Am 1. Juli 1950 wurde Hoppenwalde nach Eggesin eingemeindet. Nach der Wiedererlangung der Selbstständigkeit am 1. Januar 1957 kam der Ort am 14. August 1992 erneut zu Eggesin.

## Bevölkerung
| Jahr | Einwohner |
| ---- | --------- |
| 1933 | 3.046     |
| 1939 | 3.142     |
| 1964 | 6.557     |

| Jahr | Einwohner |
| ---- | --------- |
| 1990 | 8.981     |
| 1995 | 8.136     |
| 2000 | 6.658     |
| 2005 | 5.536     |
| 2010 | 5.198     |
| 2015 | 4.871     |

| Jahr | Einwohner |
| ---- | --------- |
| 2020 | 4.711     |
| 2021 | 4.700     |
| 2022 | 4.748     |
| 2023 | 4.785     |

 Stand: 31. Dezember des jeweiligen Jahres
Eggesin hat seit 1990 fast die Hälfte seiner Einwohner verloren. Zurückzuführen ist dies auf den Abzug der Bundeswehr aus Eggesin/Karpin sowie auf die ungünstige wirtschaftliche Situation in der Region.

## Politik

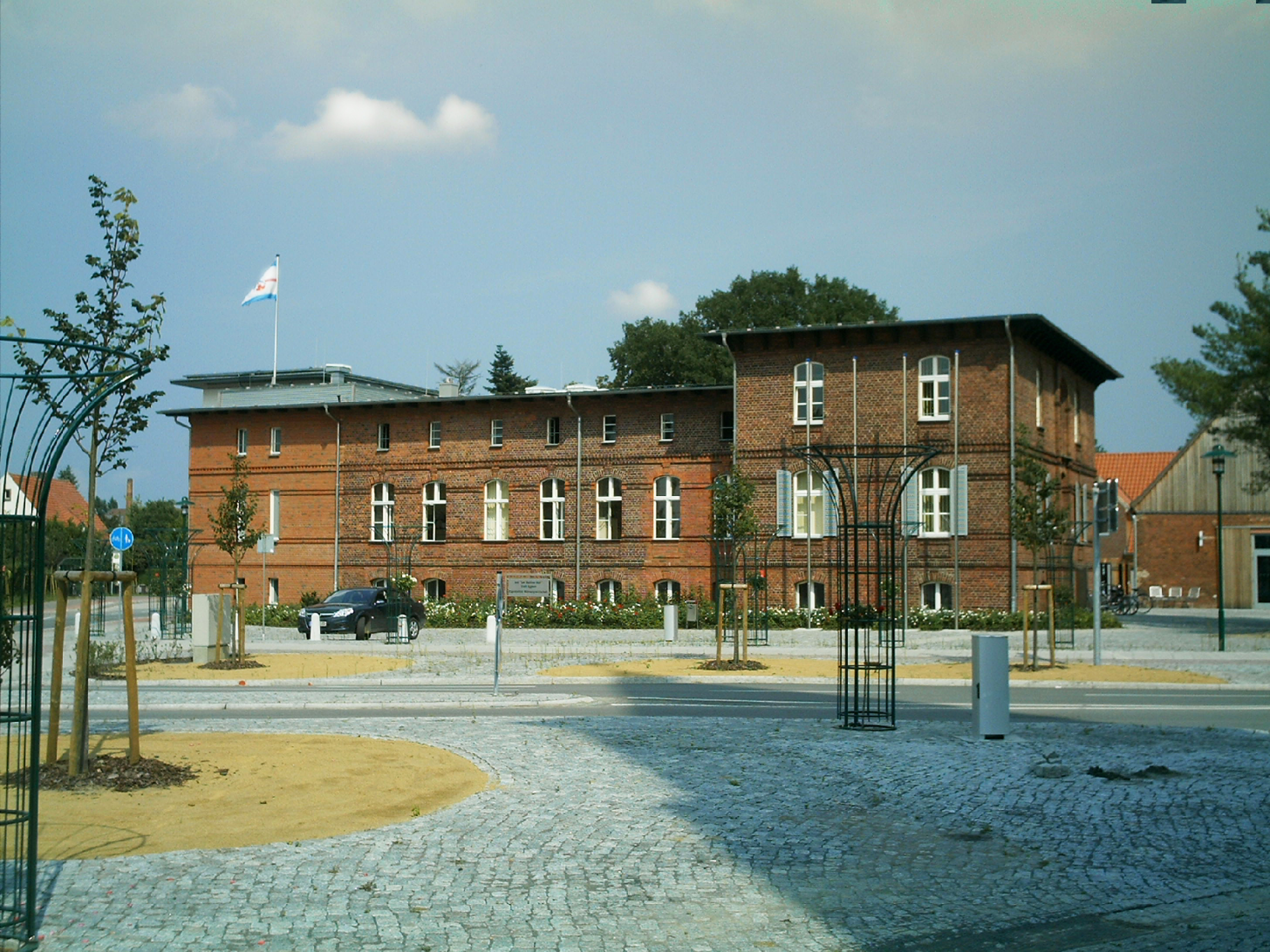
Rathaus

### Stadtvertretung
Die Stadtvertretung von Eggesin besteht aus 16 Mitgliedern. Die Kommunalwahl am 9. Juni 2024 führte bei einer Wahlbeteiligung von 63,8 % zu folgendem Ergebnis:
| Partei / Wählergruppe                           | Stimmenanteil 2019 | Sitze 2019 |  | Stimmenanteil 2024 | Sitze 2024 |
| ----------------------------------------------- | ------------------ | ---------- |  | ------------------ | ---------- |
| CDU                                             | 37,8 %             | 6          |  | 29,9 %             | 5          |
| Die Heimat (ehemals NPD)                        | 11,4 %             | 2          |  | 18,5 %             | 2          |
| Bündnis für Kinder, Jugend und Familie (BKJF)   | –                  | –          |  | 15,3 %             | 3          |
| Bürgerbündnis mit Kompetenz für Vorpommern (BB) | 20,5 %             | 3          |  | 15,0 %             | 3          |
| Die Linke                                       | 15,1 %             | 3          |  | 08,8 %             | 1          |
| SPD                                             | 09,3 %             | 2          |  | 08,2 %             | 1          |
| Einzelbewerber Kevin Lietz                      | –                  | –          |  | 04,4 %             | 1          |
| Einzelbewerber Rainer Kasch                     | 06,0 %             | 1          |  | –                  | –          |
| Insgesamt                                       | 100 %              | 17         |  | 100 %              | 16         |

Bei der Wahl 2024 entfielen auf die Partei Die Heimat drei Sitze. Da sie nur zwei Kandidaten aufgestellt hatte, bleibt in der Stadtvertretung ein Sitz unbesetzt.

### Bürgermeister
- 2008–2022: Dietmar Jesse (CDU)
- seit 2022: Bianka Schwibbe (parteilos)

Jesse wurde in der Bürgermeisterwahl am 26. April 2015 ohne Gegenkandidat mit 76,6 % der gültigen Stimmen für eine weitere Amtszeit gewählt. Als seine Nachfolgerin setzte sich Bianka Schwibbe bei der Bürgermeisterwahl am 15. Mai 2022 mit 61,2 % der gültigen Stimmen gegen vier weitere Kandidaten durch. Ihre Amtszeit beträgt sieben Jahre.

### Wappen
| Wappen von Eggesin | Blasonierung: „In Silber ein blauer Stabsparren; begleitet unten: von einer gezinnten, beiderseits gestutzten roten Mauer mit geschlossenem goldenen Tor und Zinnenturm, überhöht von einem aufgerichteten, golden bewehrten roten Greif mit untergeschlagenem Schweif.“ |
| Wappen von Eggesin | Wappenbegründung: Das 1993 geänderte Wappen kombiniert ein Symbol mit landschaftlichen Bezugspunkten mit einem städtischen Zeichen und einem Herrschaftszeichen. Während das Heroldsbild, der Stabsparren, die Mündung der Randow auf der Eggesiner Gemarkung in die Uecker versinnbildlichen soll, steht die Mauer zum einen als Zeichen der Stadt, zum anderen soll sie an die einstigen Ziegeleien erinnern, die bei der wirtschaftlichen Entwicklung des Gemeinwesens eine dominierende Rolle spielten. Mit dem Greifen soll auf die historische Zugehörigkeit Eggesins zu Pommern verwiesen werden. Das Wappen wurde am 21. Juni 1993 durch das Ministerium des Innern genehmigt und unter der Nr. 74 der Wappenrolle des Landes Mecklenburg-Vorpommern registriert. |

### Flagge

Flagge der Gemeinde Eggesin

Die Flagge wurde vom Eggesiner Claus Weinmann gestaltet und am 22. Oktober 1996 durch das Ministerium des Innern genehmigt.
Die Flagge ist längs gestreift von Blau, Weiß, Rot, Weiß und Blau. Die blauen Streifen nehmen je ein Neuntel, die weißen Streifen je etwas über ein Drittel und der rote Streifen ein Achtzehntel der Höhe des Flaggentuchs ein. In der Mitte des roten Streifens liegt, auf jeweils drei Viertel der Höhe der beiden weißen Streifen übergreifend, da Stadtwappen. Die Höhe des Flaggentuchs verhält sich zur Länge wie 3:5.

### Dienstsiegel
Das Dienstsiegel zeigt das Stadtwappen mit der Umschrift „STADT EGGESIN“.

### Partnerschaften
- Städtepartnerschaft mit Złotów (Polen)
- Städtefreundschaft mit Ennigerloh (Nordrhein-Westfalen)
- Partnerschaft mit der Stabskompanie der Panzergrenadierbrigade 41

## Sehenswürdigkeiten und Kultur

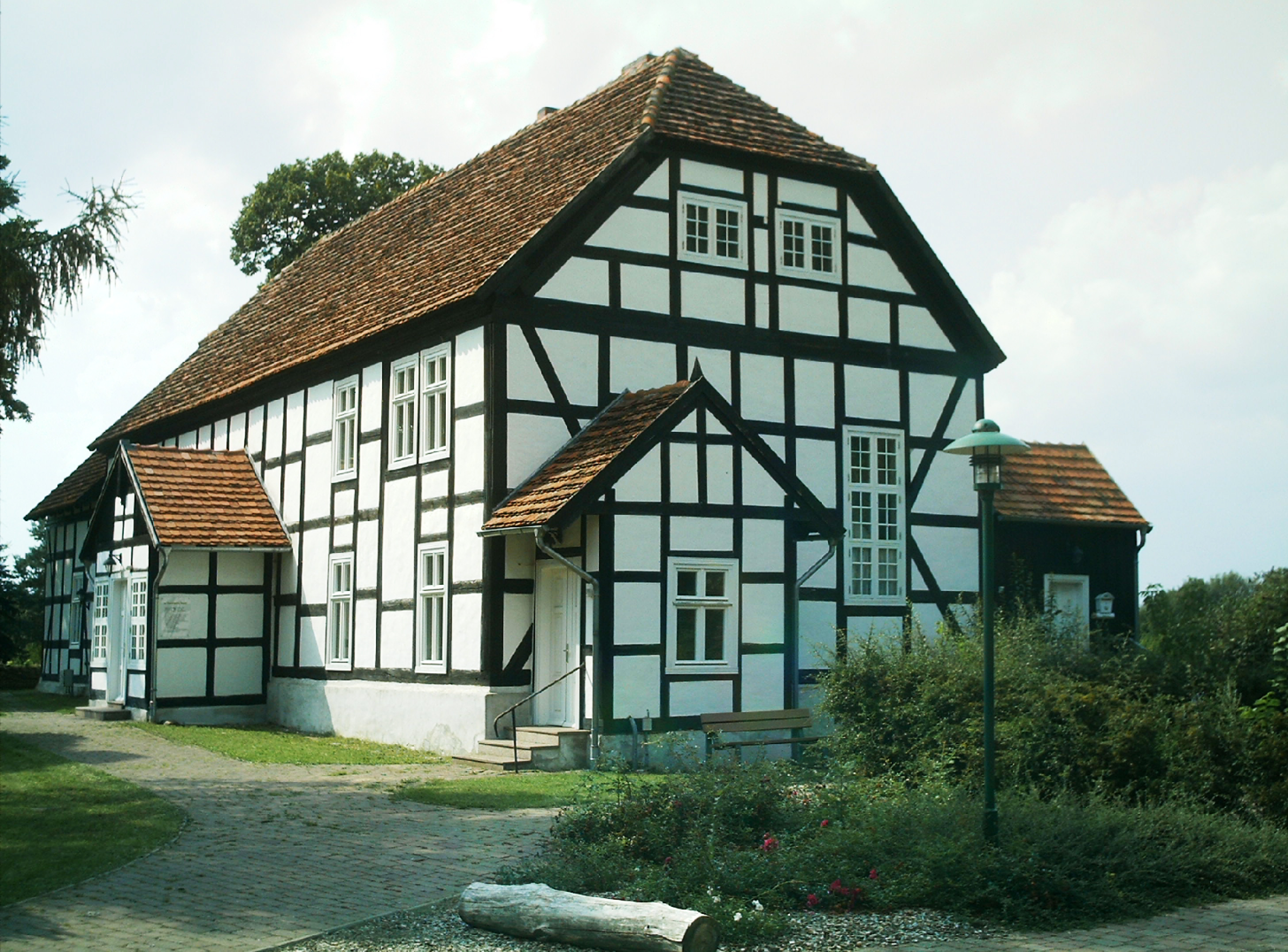
Fachwerkkirche

### Bauwerke
→ Siehe auch Liste der Baudenkmale in Eggesin
- Martin-Luther-Kirche, evangelische neugotische Backsteinkirche von 1911 mit 48 Meter hohem Turm
- Fachwerkkirche, 1731 errichtet, heute Heimatmuseum
- Alte Volksschule, heute Heimatstube und Standesamt

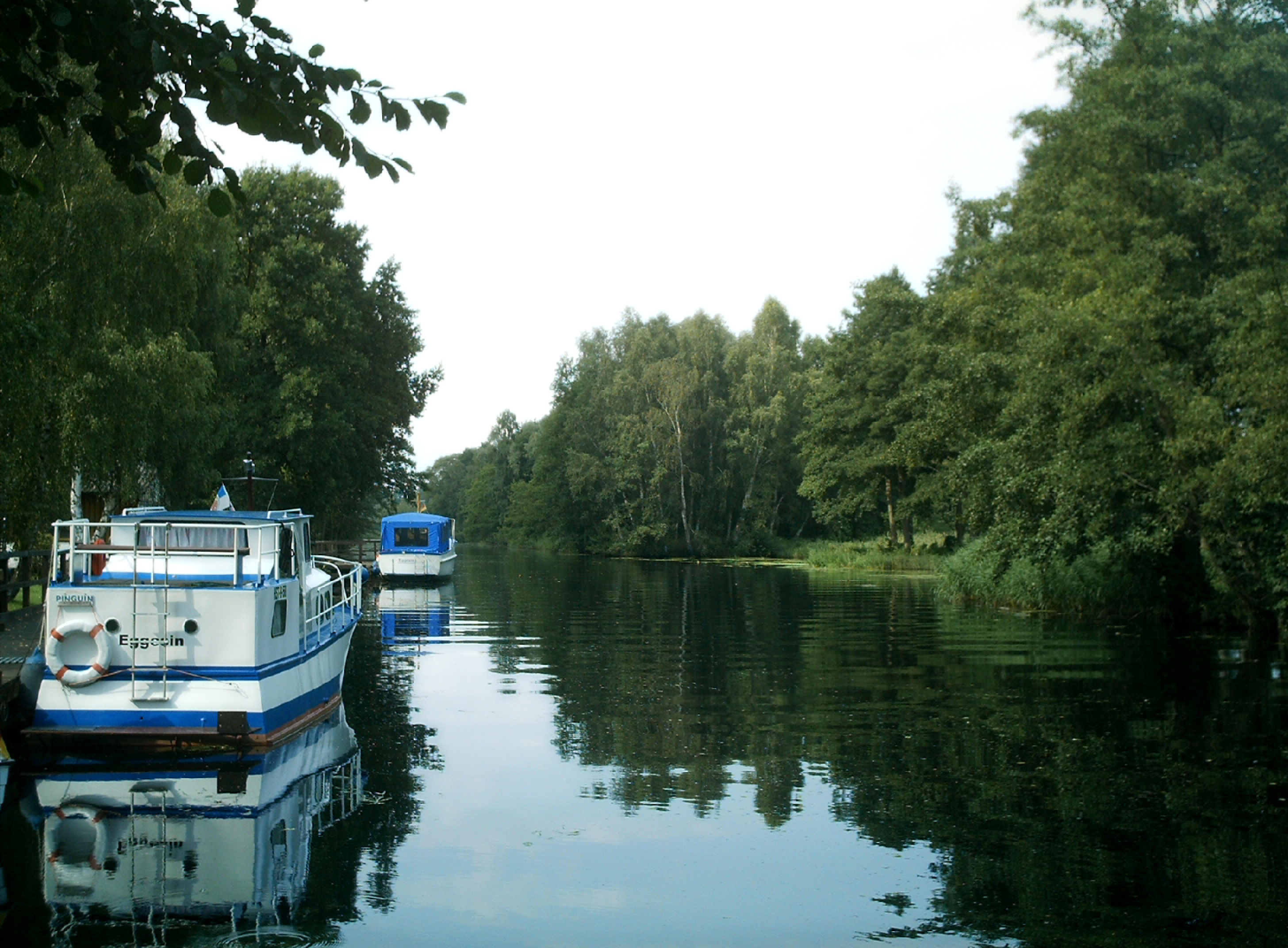
Die Randow

### Natur
- Naturpark Am Stettiner Haff
- Naturschutzgebiet Eggesiner See als Moor

### Kultur
- Militärhistorisches und technisches Museum Eggesin
- Heimatstube
- Kulturwerk Vorpommern[17] mit Kinoveranstaltungen des Verbandes für Filmkommunikation Mecklenburg-Vorpommern
- Blaubeerscheune unter Leitung des Vereins Pro Eggesin
- Kulturwerkstatt unter Leitung des Kulturwerkes Vorpommern

## Wirtschaft und Infrastruktur

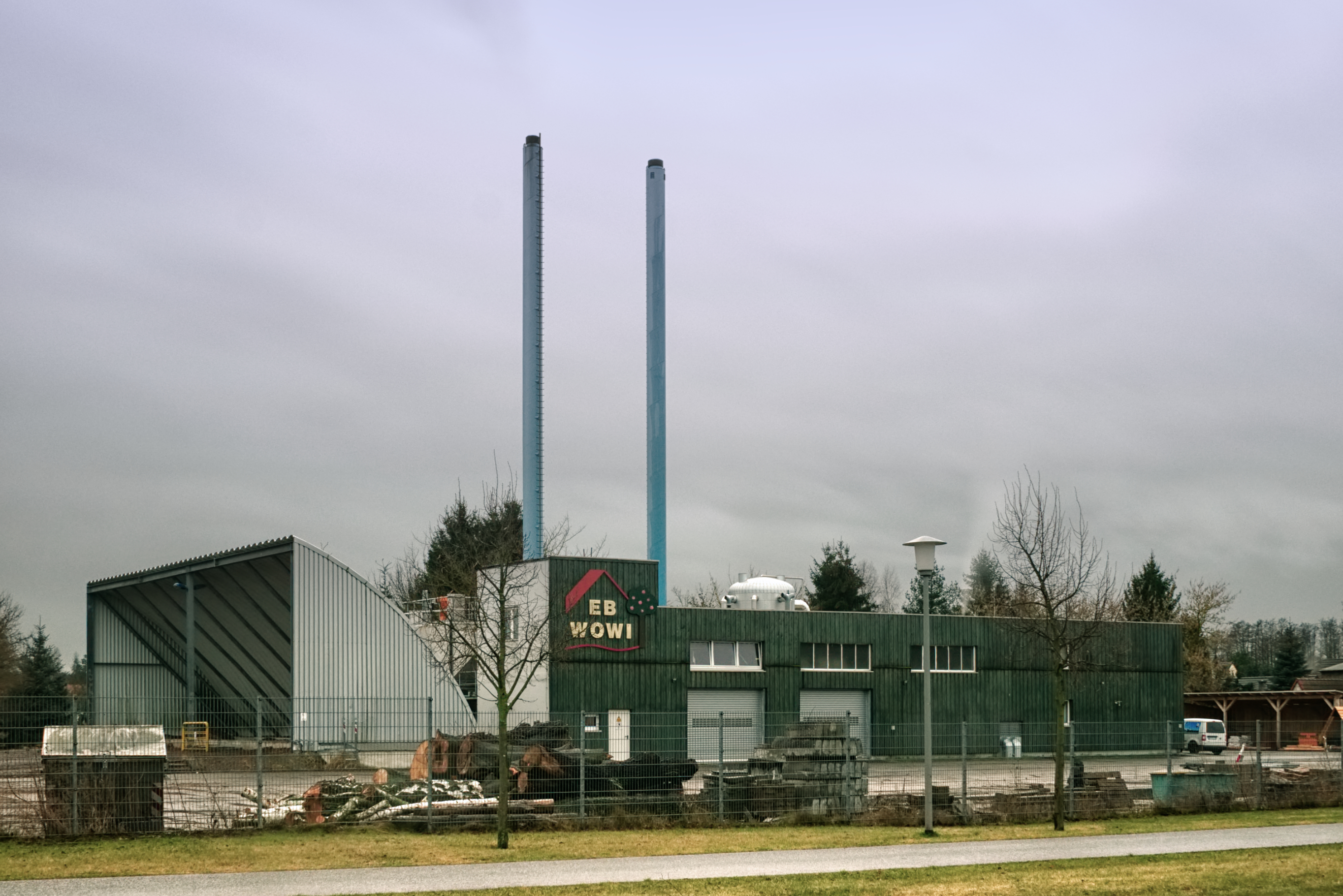
Hackschnitzelheizkraftwerk

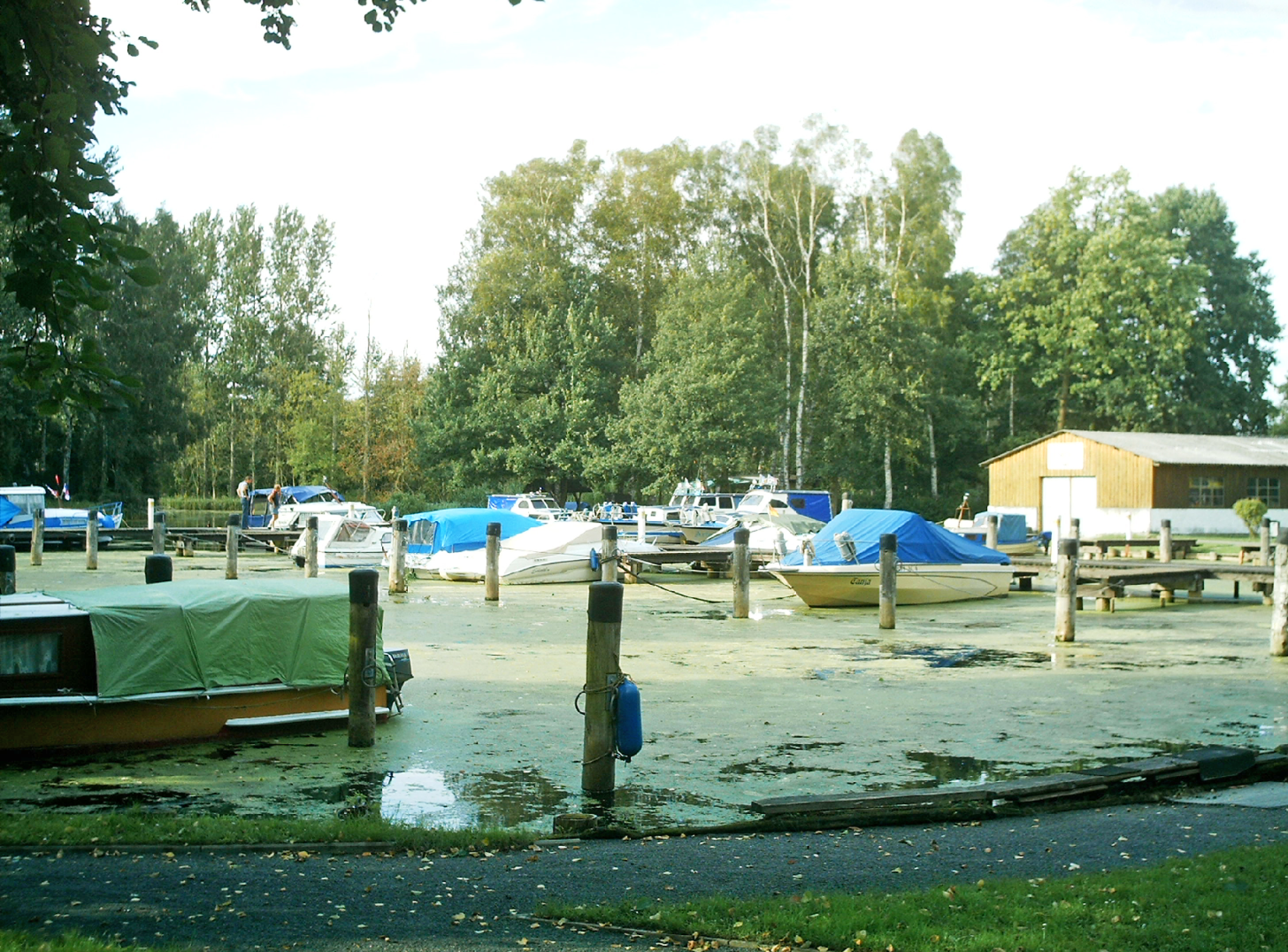
Wasserwanderrastplatz

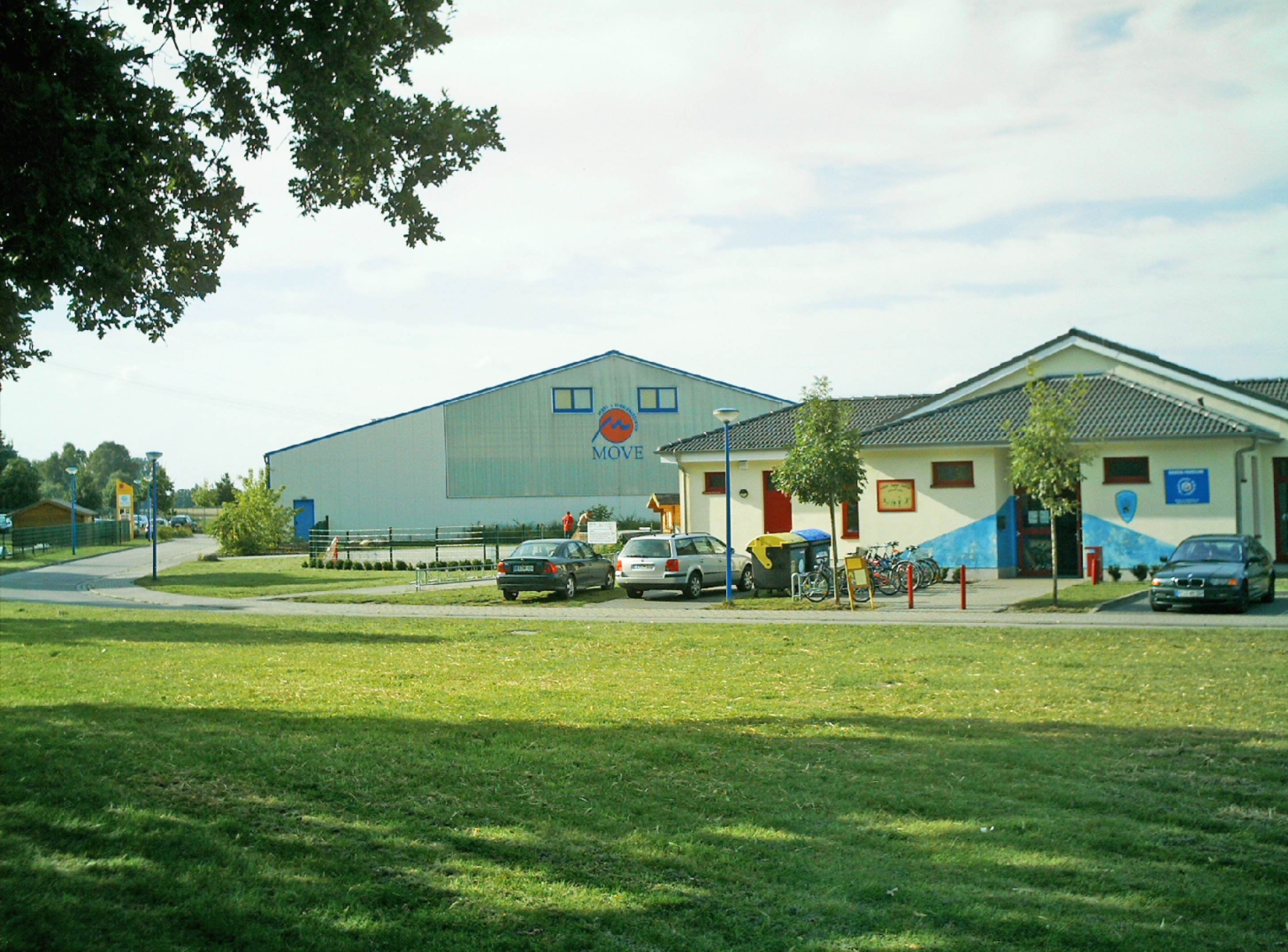
befree Sportcenter

### Unternehmen
- Hanning Elektro-Werke GmbH & Co. KG
- Greese Betonwaren GmbH
- Metallbau Bergmann

### Verkehr
Eggesin liegt an den Landesstraßen L 28 (Ueckermünde–Grenzübergang Hintersee nach Polen) und L 32 (Eggesin–Torgelow). Die nächstgelegenen Autobahnanschlussstellen sind Pasewalk-Nord und Pasewalk-Süd an der A 20 (Rostock–Dreieck Uckermark).
Der Bahnhof Eggesin liegt an der Bahnstrecke Jatznick–Ueckermünde. Er wird von der Regional-Express-Linie RE 4 (Pasewalk–Ueckermünde Stadthafen) zweistündlich, in der Hauptverkehrszeit stündlich bedient. Der Haltepunkt im Ortsteil Hoppenwalde wurde 2011 geschlossen.

### Bildung
- Grundschule, Waldstraße 20
- Regionale Schule „Ernst Thälmann“, Luckower Straße 6A
- Sonderpädagogisches Förderzentrum, Lindenstr. 35
- Jugendkunstschule „Uecker-Randow“, Luckower Str. 6B
- Berufliche Schule, Lindenstraße 35

### Sport
- befree Sportcenter
- Schüler- und Jugendzentrum Eggesin
- Wasserwanderrastplatz an der Randow

Vereine
- SV Motor Eggesin
- Sportvereinigung Eggesin 90
- Eggesiner Reitsportverein
- Eggesiner Schützenverein 91
- Wassersportverein Blau-Weiß
- Stockcar-Club
- Wanderfreunde Haffküste

Von 1956 bis 1989 existierte die ASG Vorwärts Eggesin-Karpin.

## Persönlichkeiten

### Söhne und Töchter der Stadt
- Ludwig von Schröder (1854–1933), Admiral der kaiserlichen Marine
- Adolf Dresen (1935–2001), Theater- und Opernregisseur
- Egbert Swensson (* 1956), Segelsportler

### Mit Eggesin verbunden
- Julia Schoch (* 1974), Schriftstellerin, in Eggesin aufgewachsen
- Tino Müller (* 1978), Politiker (NPD), lebt in Eggesin